# Atmosphère stellaire

Photo prise en France durant l'éclipse de 1999.

L’atmosphère stellaire est la région extérieure au volume d'une étoile, qui repose au-dessus du cœur solaire, de la zone de radiation et de la zone de convection. Dit autrement, on considère comme faisant partie de l'atmosphère toutes les couches au-dessus de la photosphère, la base de celle-ci étant la surface pour laquelle la profondeur optique est telle qu'une fraction importante d'un rayonnement monochromatique est absorbé sur une échelle caractéristique.

## Structure

Structure du Soleil en coupe.

L'atmosphère stellaire est divisée en régions aux caractéristiques variées.

### Photosphère
La photosphère est la zone du Soleil que nous voyons. Elle est la partie la plus froide de l'atmosphère d'une étoile. La lumière qui s'échappe de la surface de l'étoile provient de cette région en traversant les couches supérieures. La photosphère du Soleil a une température (température effective) d'environ 5 780 K,. Les taches solaires sont des régions froides associées à un champ magnétique perturbé, reposant sur la photosphère.

### Chromosphère
Au-dessus de la photosphère se trouve la chromosphère. Cette partie de l'atmosphère de l'étoile se refroidit d'abord, pour ensuite s'échauffer jusqu'à dix fois la température de la photosphère.

### Région transitoire
Au-dessus de la chromosphère repose une région solaire transitoire, où la température augmente rapidement sur une distance de seulement 100 km.

### Couronne solaire
Au-delà de cette région se trouve la couche externe de l'atmosphère solaire, la couronne solaire, un plasma ténu mais extrêmement chaud (des millions de kelvins). Alors que toutes les étoiles de la séquence principale ont une couronne et une région stellaire transitoire, certaines évolutions possibles des étoiles en sont dépourvues. Il semble que seules quelques géantes et très peu de supergéantes possèdent une couronne. Les mécanismes astrophysiques qui portent à de telles températures les couronnes stellaires ne sont pas précisément connus, mais ils sont liés au champ magnétique de l'étoile.

## Éclipses
Durant une éclipse solaire totale, la photosphère du Soleil est masquée (par la Lune), révélant les autres couches de l'atmosphère solaire. La chromosphère apparaît alors comme un anneau rouge et la couronne se présente comme un halo en épi. Le même phénomène peut, pour les étoiles binaires à éclipses, permettre l'observation de la chromosphère des étoiles géantes.